# Kathryn Meaklim
Kathryn Meaklim, née le 20 juillet 1989 à Johannesbourg, est une nageuse sud-africaine. 

## Carrière
Kathryn Meaklim est médaillée d'or du 4 x 200 mètres nage libre, médaillée d'argent du 400 mètres nage libre et du 200 mètres papillon et médaillée de bronze du 200 mètres nage libre et du 400 mètres quatre nages aux Jeux africains de 2007 à Alger. Elle participe ensuite aux Jeux olympiques de 2008 à Pékin, où elle est éliminée en demi-finales du 200 mètres papillon et en séries du 400 mètres quatre nages et du 4 x 100 mètres nage libre.
Elle termine troisième du classement général de la Coupe du monde de natation FINA 2008 et onzième de la Coupe du monde de natation FINA 2009.
Le 22 novembre 2009 à Singapour, elle bat le record du monde du 400 mètres quatre nages en petit bassin, qui était détenu par l'Espagnole Mireia Belmonte (4 min 25 s 6),  avec un temps de 4 min 22 s 88. Ce record sera battu moins d'un mois plus tard à Manchester par l'Américaine Julia Smit.
Elle est médaillée d'or du 800 mètres nage libre, du 400 mètres quatre nages, du 4 x 200 mètres nage libre et du 4 x 100 mètres quatre nages, ainsi que médaillée de bronze du 100 mètres brasse et du 200 mètres brasse aux Championnats d'Afrique de natation 2010 à Casablanca.
Aux Jeux africains de 2011 à Maputo, elle obtient la médaille d'argent du 400 mètres quatre nages et la médaille de bronze du 200 mètres brasse ainsi que du 200 mètres quatre nages.
Elle participe ensuite aux Jeux olympiques de 2012 à Londres, où elle est éliminée en séries du 200 et 400 mètres quatre nages.